# Laxton Brothers
Laxton Brothers war ein Gartenbaubetrieb in Bedford, England, die für die Züchtung zahlreicher Obstsorten verantwortlich war. Insgesamt brachten sie mindestens 182 Sorten in den Handel. Zu den Sorten, die heute noch im Handel vorkommen, zählt beispielsweise der Apfel Laxtons Superb, eine Kreuzung aus Cox Orange und Wyken Pippin. Sie existierte unter den Namen von 1893 bis 1957 und ging auf einen Gärtnereibetrieb von Thomas Laxton (1830–1893) von 1865 zurück.
Thomas Laxton nutzte bereits frühzeitig Erkenntnisse der modernen Biologie des 19. Jahrhunderts für seine Arbeiten und arbeitete unter anderem Charles Darwin zu. Die Birnen-, Apfel- und Erdbeersorten der Laxtons waren in der ersten Hälfte des 20. Jahrhunderts im Erwerbsanbau weit verbreitet, sind mittlerweile jedoch nahezu verschwunden.

## Geschichte
Die Baumschule geht auf Thomas Laxton zurück, der seit 1865 als Gärtner in Stamford in Lincolnshire arbeitete. Vor allem war er in der Erbsen- und Erdbeerzucht aktiv. Er korrespondierte mit Charles Darwin und lieferte ihm praktische Daten für dessen Experimente. 1879 zog er nach Bedfordshire um, wo er 1893 starb.
Thomas Laxtons Söhne William Hudson Laxton (1866–1923) und Edward Augustine Lowe Laxton (1869–1951) sowie die Enkel Edward "Ted" William Henry Laxton und John Edward Laxton betrieben die Baumschule weiter. "Laxton Brothers" war auf einem 140-Acre-Gelände (etwa 57 Hektar) in Bedford im Süden Englands. Dazu gehörte auch ein Laden an der High Street in Bedford selber. Ein besonderes Ereignis der Firmengeschichte war, als Winston Churchill im Jahr 1937 Himbeeren für sein Gut in Westerham, Kent bestellte.
Laxton Brothers schloss 1957. Die Baumschule und die Gartenanlagen sind mittlerweile überbaut und nicht mehr erkennbar. Nur einige Straßennamen an diesem Ort nahe der University of Bedfordshire weisen noch auf die Baumschule hin. Was aus den intellektuellen Eigentumsrechten des Unternehmens wurde, ist unbekannt. Möglicherweise sind diese an Laxton & Bunyard Nurseries übergegangen, das noch bis 1969 existierte. Am Rand der Stadt Bedford existiert seit 1999 mit dem Parkwood Orchard ein öffentlicher Obstgarten, in dem Äpfel der Laxton-Sorten angepflanzt werden. Die 231 Bäume tragen alle wichtigen Sorten, die die Laxton Brothers im Laufe ihres Bestehens in den Handel brachten.
Das Bedford Museum schließlich bewahrt eine Sammlung der Pflanzenkataloge von Laxton Brothers aus den Jahren 1935 bis 1949 auf.

## Züchtungen

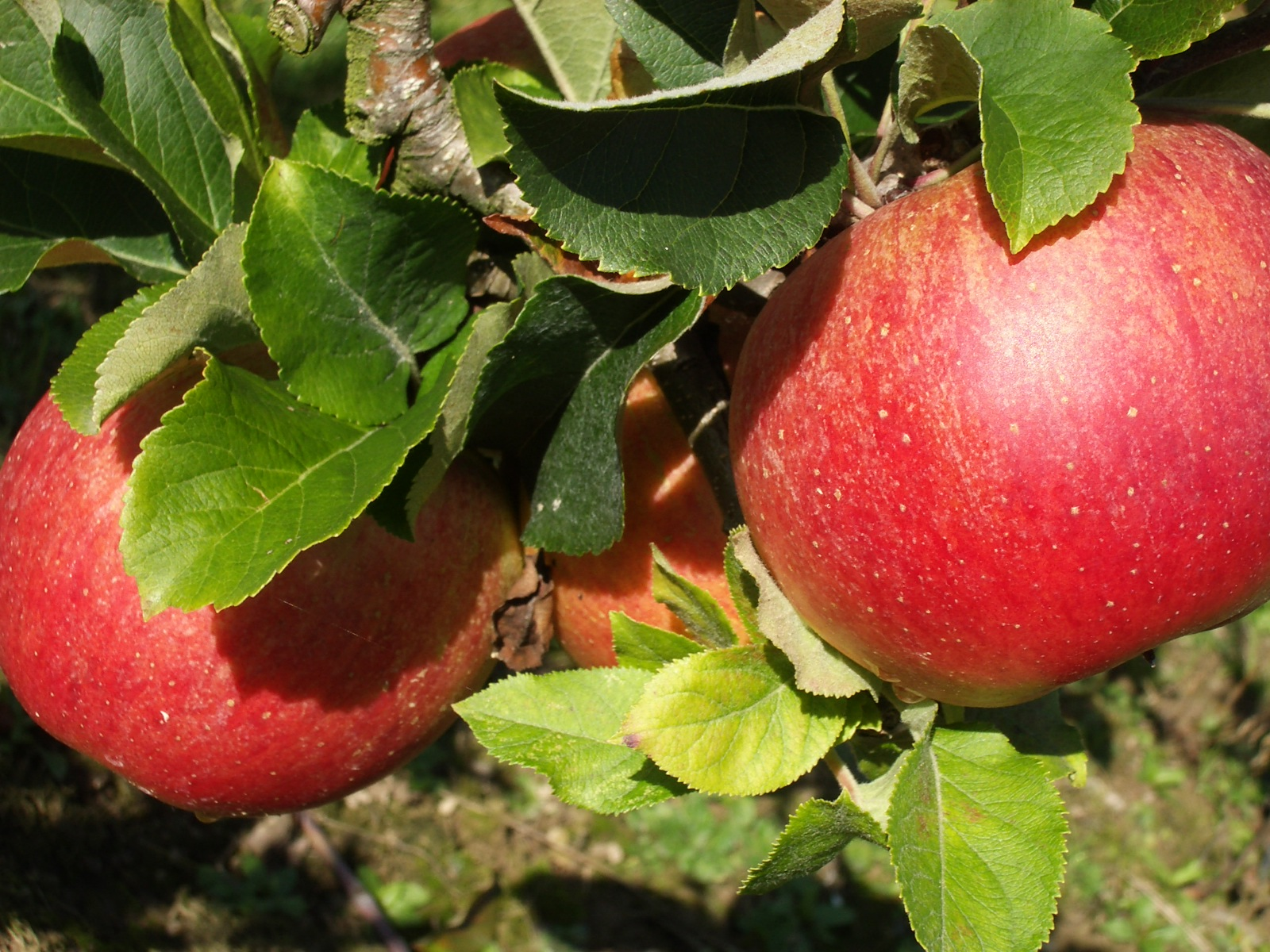
Lord Lambourne am Baum.

Laxton Brothers war insbesondere bekannt für Äpfel, Erdbeeren und Birnen, züchtete aber mit Erfolg auch Erbsen und Rosen. Insbesondere die Obstsorten waren Anfang bis Mitte des 20. Jahrhunderts weit verbreitet.
Fast alle unter dem Namen Laxton in den Handel gebrachten Äpfel gehen auf die erste Hälfte des 20. Jahrhunderts zurück. Dazu gehören beispielsweise Laxtons Supreme und Laxtons Epicure (1909; Wealthy x Cox Orange). Laxtons Superb beispielsweise war eine Regelsorte im Erwerbsanbau im Alten Land. Abgesehen von Laxtons Superb sind die Sorten mittlerweile alle vom Markt verschwunden und werden nur noch selten als Liebhabersorten angepflanzt.
Direkt auf Thomas Laxton gehen die Erdbeersorten King of the Earlies (1888), Noble (1884), und Royal Sovereign (1892) zurück. Zusätzlich zu diesen Sorten züchteten Laxton Brothers noch 47 weitere Erdbeersorten.
Anfang des 20. Jahrhunderts war Laxton Brothers auch der wichtigste Züchter für britische Birnensorten, die bekannteste war Laxtons Superb von 1913. Sie war zeitweise die verbreitetste Birnensorte im britischen Erwerbsanbau, aber auch sie ist mittlerweile nahezu verschwunden.
Von Laxton Brothers in den Handel gebrachte Apfelsorten:
- Beauty of Bedford (Lady Sudeley x Beauty of Bath), 1913[7]
- Bedford Pippin (Ribston Pepping x Goldparmäne), vor 1913[7]
- Duchess of Bedford (Cellini x Beauty of Bath), 1918[7]
- Early Laxton[2]
- Laxtons Advance (Cox Orange x Gladstone), 1908[7]
- Laxtons Early Crimson (1908; Worcester Pearmain x Gladstone)[5]
- Laxtons Epicure (1909; Wealthy x Cox Orange)[5]
- Laxtons Exquisite (Cox Orange x Cellini), 1902[7]
- Laxtons Favourite (Cox Orange x Laxtons Exquisite), 1925[7]
- Laxtons Fortune (Cox Orange x Wealthy), 1904[7]
- Laxtons Gage[2]
- Laxtons Herald (Worcester Pearmain x Beauty of Bath), 1906[7]
- Laxtons Leader (Worcester Pearmain x Gladstone), 1905[7]
- Laxtons Pearmain, (Wyken Pippin x Cox Orange), 1897[7]
- Laxtons Peerless, 1900[7]
- Laxtons Pioneer, 1934[7]
- Laxtons Rearguard, (Ribston Pepping x Court Pendu Plat), 1907[7]
- Laxtons Reward (Laxtons Epicure x ?), 1925[7]
- Laxtons Royalty (Cox Orange x Court Pendu Plat), 1908[7]
- Laxtons Superb (Wyken Pippin x Cox Orange), 1897[7]
- Laxtons Supreme[2]
- Laxtons Triumph (Goldparmäne x Cox Orange), 1902[7]
- Laxtons Victory (Cox Orange x Laxtons Exquisite), 1926[7]
- Lord Lambourne (James Grieve x Worcester Parmain), 1907[7]
- Owen Thomas (1897)[5], benannt nach dem Gärtner von Königin Viktoria.[7]
- September Beauty (1885)[7]

## Veröffentlichungen
Im Jahr 1897 veröffentlichte Laxton Brothers "The Strawberry Manual", das bei Hulatt & Richardson verlegt wurde.